# سرخ‌باله معمولی
سرخ‌باله معمولی (نام علمی: Scardinius erythrophthalmus) نام یک گونه از سرده سرخ‌باله‌ها است.